# Due cuori fra le belve
Pour plus de détails, voir Fiche technique et Distribution.
Due cuori fra le belve est une comédie italienne de Giorgio Simonelli sortie en 1943. 
Le film est le cinquième avec le comédien napolitain (si l'on exclut son intervention dans le doublage du film Arcobaleno, sorti la même année) et est aujourd'hui, à la suite d'une ressortie, plus connu sous le titre Totò nella fossa dei leoni.
L'intrigue est une adaptation du roman Ventimila leghe sopra i mari de Goffredo D'Andrea (it). Elle consiste en un professeur de danse qui participe à une expédition en Afrique pour retrouver un anthropologue disparu. Les décors du film ont été conçus par Alberto Boccianti (it) dans les studios de Cinecittà à Rome.

## Synopsis
L'explorateur Smith part avec Laura, une jeune fille belle mais naïve, à la recherche du professeur Berti, mystérieusement disparu en Afrique au milieu d'une de ses recherches. En réalité, l'expédition est un prétexte pour s'approprier l'argent qui a été léguée à Laura, fruit des incroyables découvertes du professeur, ainsi que de son père, sur la chaîne évolutive de l'homme. Aux côtés des explorateurs se trouve Totò, un professeur de danse, qui est éperdument amoureux de Laura. Après avoir été découvert et emprisonné, Totò réussit à s'en sortir en se proposant comme garde du corps de la jeune fille pendant la randonnée dans la jungle.
Ils parviennent à retrouver le professeur, complètement hébété, qui au début ne reconnaît pas sa fille, mais qu'il retrouvera plus tard (seulement à la fin du film) grâce à un coup à la tête. Entre-temps, Totò est capturé par un groupe d'indigènes et offert en sacrifice, mais au dernier moment la reine interrompt le rituel parce qu'elle est tombée amoureuse de l'étranger. Après mille péripéties, Totò parvient à s'échapper et à retrouver ses compagnons, mais une mauvaise surprise l'attend. Après quelques moments de tension, le bien triomphera lorsque Berti découvrira que Totò est le « chaînon manquant » dans la chaîne de l'évolution de l'homme. Enfin, Totò pourra être en paix avec sa bien-aimée.

## Fiche technique
- Titre original italien : Due cuori fra le belve (litt. « Deux cœurs parmi les bêtes ») ou Totò nella fossa dei leoni (litt. « Totò dans la fosse aux lions »)[1]
- Réalisation : Giorgio Simonelli
- Scénario : Vincenzo Rovi (it), Ákos Tolnay (it), Steno
- Photographie : Ugo Lombardi, Guido Serra
- Montage : Giorgio G. Simonelli
- Musique : Ezio Carabella, Mario Ruccione (it)
- Décors : Goffredo D'Andrea (it)
- Costumes : Vittorio Nino Savarese
- Sociétés de production : Bassoli Film, Tirrenia Cin.
- Pays de production :  Royaume d'Italie
- Durée : 83 minutes
- Genre : Comédie
- Format : Noir et blanc - 1,37:1 - Son mono - 35 mm
- Date de sortie : 
  - Royaume d'Italie : 26 mai 1943

## Distribution
- Totò : Totò
- Vera Carmi : Laura Berti
- Enrico Glori : M. Smith
- Enzo Biliotti : Prof. Lorenzo Berti
- Lia Orlandini : Clara Palozzi
- Egilda Cecchini : Nalù, reine des cannibales
- Primo Carnera : le grand chef cannibale
- Claudio Ermelli : Agatino
- Giovanni Grasso : le chef cuisinier
- Umberto Spadaro : le sorcier
- Arturo Bragaglia : le docteur Paolozzi
- Federico Collino : Pietro, le technicien
- Nando Bruno : le petit géant
- Guido Morisi : Romero, le complice de Smith
- Vittorio Bartozzi
- Lucy D'Albert
- Oreste Bilancia
- Stefano Daffinà
- Tullio Galvani]
- Alfredo Martinelli
- Alfredo Ragusa